# АШ-82
АШ-82 (М-82) — советский авиационный поршневой двигатель внутреннего сгорания, созданный под руководством А. Д. Швецова. Был построен по схеме звездообразного мотора с воздушным охлаждением. Представляет собой двухрядную конструкцию с использованием элементов двигателя М-62 с уменьшением числа цилиндров с 9 до 7 для каждого ряда и уменьшением хода поршня, что привело к уменьшению диаметра мотора, что благоприятно повлияло на снижение лобового сопротивления самолетов. Модифицированный вариант данного двигателя стал первым серийным советским авиационным двигателем с инжекторной системой подачи топлива, а также стал основой для целого семейства двигателей. Всего было произведено более 70 000 двигателей данного семейства.

Серийный выпуск двигателей М-82 начался на заводе № 19 в соответствии с Постановлениями СНК № 1238-517 от 9 мая и № 1246-520 от 10 мая 1941 года, а также приказом НКАП № 438 от 13 мая 1941 года. Последним приказом Главным конструкторам  Микояну А. И. (завод № 1), Поликарпову Н. Н. (завод № 51), Сухому П. О. (завод № 135) и Яковлеву А. С. (завод № 115) поручалось обеспечить установку мотора М-82 на своих самолётах с представлением на испытания 1 июля 1941 года. Одновременно с этим установкой М-82 на свой истребитель (Гу-82) занялся Главный конструктор завода № 301 Гудков М. И. Первые вылеты самолётов с моторами М-82А (первая модификация мотора АШ(М)-82) состоялись: Су-2 – в начале июля, И-185 – 21 июля, МиГ-9 (И-210) – 23 июля, Як-7 с М-82 – в январе 1942 года в Новосибирске (в эвакуации), Гу-82 – 11 сентября 1941 года. Первые успешные испытания прошли в августе — сентябре 1941 года. АШ (М)-82 массово использовался на бомбардировщиках Ту-2, Су-2, Су-4, частично на Пе-8, на истребителях Ла-5, Ла-7, Ла-9, Ла-11, а впоследствии — на массовых пассажирских самолётах Ил-12 и Ил-14 и вертолётах Ми-4. К 2016 году сотни двигателей М-62 и АШ-82 находятся в эксплуатации.

## Модификации
- М-82А — начальная модификация двигателя. Устанавливался на Су-2, Су-4, Ту-2, Ла-5 и прототипах самолётов Як-1, ЛаГГ-3, МиГ-3, И-185 и Ил-2 с этим мотором.
- М-82Ф — идентичен АШ-82 за исключением улучшенной системы охлаждения и смазки, что позволило двигателю непрерывно функционировать на взлётном режиме. Массово устанавливался на Ла-5Ф с декабря 1942 г.
- АШ-82ФН — оснащён инжекторной системой подачи топлива («непосредственный впрыск»), при этом мощность на взлётном режиме увеличилась до 1380 кВт (1850 л. с.), но границы высотности снизились 1-я: на 500 м, 2-я: на 1000 м. Масса мотора увеличилась до 890 кг. Устанавливался на бомбардировщиках Пе-8, Ту-2, истребителях Ла-5ФН, Ла-7, Ла-9 и Ла-11.
- АШ-21 — однорядная 7-цилиндровая версия АШ-82 для самолёта Як-11, пошедшего в серию в 1946 году.
- АШ-82Т —  модификация АШ-82ФН с немного увеличенной мощностью (1900 л. с.) для ближнемагистрального двухдвигательного самолёта Ил-14, разработанного для замены Ли-2 и Ил-12.
- АШ-82ФНВ (также АШ-82В) — модификация для многоцелевого вертолёта Ми-4, заменившего Ми-1.

## Спецификация (АШ-82)

### Основные характеристики
- Тип: 14-цилиндровый, двухрядный, звездообразный
- Диаметр цилиндра: 155,5 мм
- Ход поршня: 155 мм
- Объём двигателя: 41,2 л
- Сухой вес: 868 кг

### Особенности функционирования
- Тип топлива: бензин
- Система охлаждения: воздушное

### Производительность
- Выходная мощность: 

  - 1268 кВт (1700 л. с.) при 2600 об./мин. на взлётном режиме
  - 1140 кВт (1530 л. с.) при 2400 об./мин. на 1550 м
  - 992 кВт (1330 л. с.) при 2400 об./мин. на 4550 м
- Удельная мощность: 30,8 кВт/л
- Степень сжатия: 7,05:1
- Удельный расход топлива: 

  - 0,381 кг/(л.с.·ч) на крейсерском режиме
  - 0,435 кг/(кВт·ч) на взлётном режиме
- Удельная мощность по весу: 1,46 кВт/кг

## Экспозиция
Двигатель АШ-82 представлен в экспозициях следующих музеев:
- музей ВВС, Монино (Московская область)
- Пражский авиационный музей[англ.] (Чехия, Прага)
- Музей транспорта (Дрезден)
- Пермский музей авиации
- Запорожский музей ПАО "Мотор Сич"(г.Запорожье,Украина)
- Музей ВВС СФ (п.Сафоново)
- Центральный дом авиации и космонавтики

Двигатель АШ-82Т установлен для обозрения в холле аэропорта Темпельхоф (ФРГ, Берлин)